# Acontius hartmanni
Acontius hartmanni là một loài nhện trong họ Cyrtaucheniidae. Loài này phân bố ờ West-Afrika.